# Ugrofinski jezici
Ugrofinski jezici, grana uralskih jezika koja se sastoji od finske (danas finsko-permjačka) i ugarske podskupine. Obuhvaća 29 jezika koji se govore u europskom dijelu Rusije i dijelovima Europe. 

## Klasifikacija
a) Ugarski jezici, Mađarska, Rusija. 
a1. opski ugarski jezici
a2. mađarski jezici
b. Finski jezici, Finska, Estonija, zapadna Rusija (Karelija)
b1. povolškofinski jezici
b2. baltofinski jezici
b3. permjački jezici
b4. laponski jezici

## Vanjske poveznice
- Language Family Trees: Uralic, Finno-Ugric
- Grupo Ugro-finés